# カール・アドルフ・テルシェック

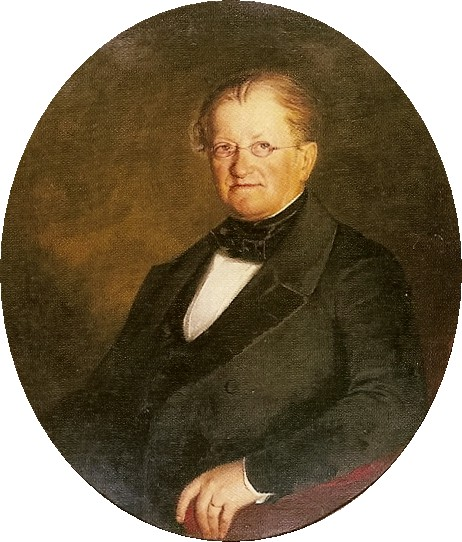
Adolph Terscheck

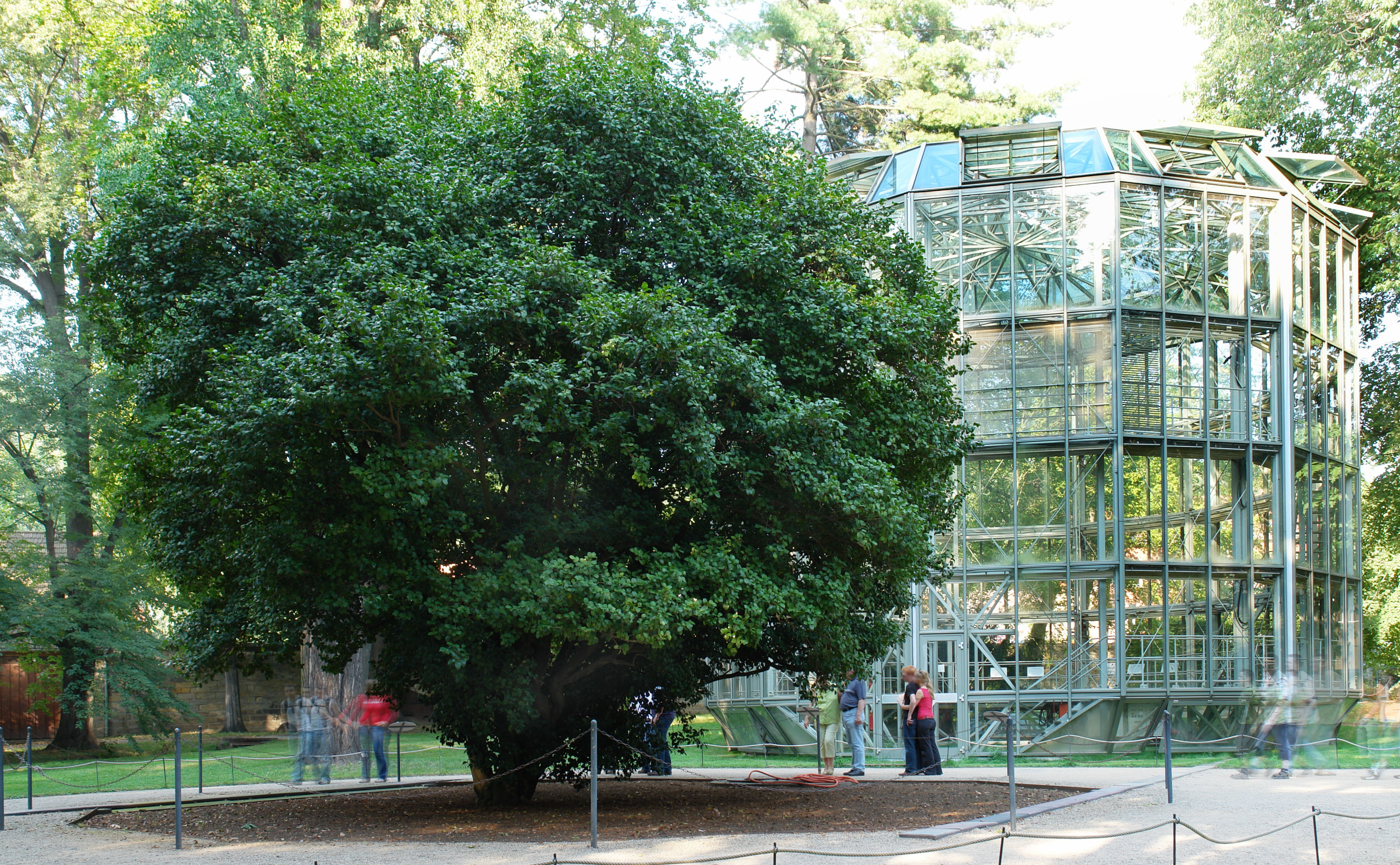
ピルニッツの椿

カール・アドルフ・テルシェック（Carl Adolph Terscheck、1782年4月2日 - 1869年7月22日）はドイツの園芸家である。ドレスデン植物園の創設者の一人で、ヨーロッパ最古とされているピルニッツ宮廷庭園の椿を植栽した。

## 略歴
ブランデンブルク州のエルスターヴェルダに生まれた。父親のJohann Matthäus Terschecはエルスターヴェルダの宮廷庭師（Hofgärtner）で1897年から庭師の教育を受けた。1800年から1802年の間、ピルニッツ宮廷庭園の庭師を務め、1801年に、現存するヨーロッパ最古の椿の1つであるピルニッツの椿（Pillnitzer Kamelie）を現在の場所に植えた。これは樹高8.9mに育っている。
6年ほどシェーンブルン、ラクセンブルク、パリで修行をした後、ライプツィヒのSchloss Eythraで庭師となった。1809年からドレスデン宮廷庭園の主任庭師を務めた。1820年に植物学者のライヘンバッハ(Ludwig Reichenbach)や兄弟のヨハン・ゴトフリート・テルシェック（Johann Gottfried Terscheck）とドレスデン植物園を作り、その日本宮殿（Japanischen Palais）やイギリス庭園などを設計した。